# Dom Topniška, Ljubljana
Dom Topniška je javni študentski dom; z domom upravlja javni zavod Študentski domovi v Ljubljani. Nahaja se na Topniški 31 v Ljubljani.
Dom je bil zgrajen leta 1981 po načrtu ing. Jožeta Koželja, leta 1992 pa so ga prenovili. Trenutno ima dom 413 postelj s neto kapaciteto 6631 m2. 
Študentom je na voljo učilnica, TV soba in pralnica.